# Сент-Обен-ле-Вертюе
Сент-Обе́н-ле-Вертюе́ (фр. Saint-Aubin-le-Vertueux) — колишній муніципалітет у Франції, у регіоні Нормандія, департамент Ер. Населення — 874 осіб (2011).
Муніципалітет був розташований на відстані близько 130 км на захід від Парижа, 60 км на південний захід від Руана, 40 км на захід від Евре.

## Історія
До 2015 року муніципалітет перебував у складі регіону Верхня Нормандія. Від 1 січня 2016 року належав до нового об'єднаного регіону Нормандія.
1 січня 2019 року Сент-Обен-ле-Вертюе, Сен-Клер-д'Арсе i Сен-Кантен-дез-Іль було об'єднано в новий муніципалітет Тре-Сан-ан-Уш.

## Демографія
Динаміка населення (INSEE ):
Розподіл населення за віком та статтю (2006):
| Стать | Всього | До 15 років | 15-24 | 25-44 | 45-64 | 65-85 | Понад 85 |
| --- | ------ | ----------- | ----- | ----- | ----- | ----- | -------- |
| Чоловіки | 432    | 72          | 52    | 68    | 136   | 72    | 32       |
| Жінки | 436    | 64          | 36    | 84    | 144   | 80    | 28       |
| \| Статево-вікова піраміда \| Статево-вікова піраміда \| Статево-вікова піраміда \| \| ----------------------- \| ----------------------- \| ----------------------- \| \| Чоловіки \| Вік \| Жінки \| \| 32 \| 85 + \| 28 \| \| 12 \| 80-84 \| 36 \| \| 8 \| 75-79 \| 24 \| \| 12 \| 70-74 \| 8 \| \| 40 \| 65-69 \| 12 \| \| 16 \| 60-64 \| 28 \| \| 24 \| 55-59 \| 40 \| \| 52 \| 50-54 \| 44 \| \| 44 \| 45-49 \| 32 \| \| 32 \| 40-44 \| 32 \| \| 20 \| 35-39 \| 44 \| \| 12 \| 30-34 \| 0 \| \| 4 \| 25-29 \| 8 \| \| 8 \| 20-24 \| 4 \| \| 44 \| 15-20 \| 32 \| \| 40 \| 10-14 \| 40 \| \| 24 \| 5-9 \| 16 \| \| 8 \| 0-4 \| 8 \| |        |             |       |       |       |       |          |
| Статево-вікова піраміда |        |             |       |       |       |       |          |
| Чоловіки | Вік    | Жінки       |       |       |       |       |          |
| 32 | 85 +   | 28          |       |       |       |       |          |
| 12 | 80-84  | 36          |       |       |       |       |          |
| 8 | 75-79  | 24          |       |       |       |       |          |
| 12 | 70-74  | 8           |       |       |       |       |          |
| 40 | 65-69  | 12          |       |       |       |       |          |
| 16 | 60-64  | 28          |       |       |       |       |          |
| 24 | 55-59  | 40          |       |       |       |       |          |
| 52 | 50-54  | 44          |       |       |       |       |          |
| 44 | 45-49  | 32          |       |       |       |       |          |
| 32 | 40-44  | 32          |       |       |       |       |          |
| 20 | 35-39  | 44          |       |       |       |       |          |
| 12 | 30-34  | 0           |       |       |       |       |          |
| 4 | 25-29  | 8           |       |       |       |       |          |
| 8 | 20-24  | 4           |       |       |       |       |          |
| 44 | 15-20  | 32          |       |       |       |       |          |
| 40 | 10-14  | 40          |       |       |       |       |          |
| 24 | 5-9    | 16          |       |       |       |       |          |
| 8 | 0-4    | 8           |       |       |       |       |          |

## Економіка
2010 року серед 510 осіб працездатного віку (15—64 років) 361 була активною, 149 — неактивними (показник активності 70,8%, у 1999 році було 78,3%). З 361 активної мешканців працювали 324 особи (164 чоловіки та 160 жінок), безробітними було 37 (16 чоловіків та 21 жінка). Серед 149 неактивних 49 осіб було учнями чи студентами, 74 — пенсіонерами, 26 були неактивними з інших причин.

У 2010 році в муніципалітеті числилось 345 оподаткованих домогосподарств, у яких проживали 848,5 особи, медіана доходів виносила 20 329 євро на одного особоспоживача